# Elezioni europee del 1999 nel Regno Unito
Le elezioni europee del 1999 nel Regno Unito si sono tenute il 10 giugno.

## Risultati
| Liste  | Liste                                      | Gruppo    | Voti       | %     | Seggi |
| ------ | ------------------------------------------ | --------- | ---------- | ----- | ----- |
|        | Partito Conservatore                       | PPE-DE    | 3.578.218  | 33,50 | 36    |
|        | Partito Laburista                          | PSE       | 2.803.821  | 26,25 | 29    |
|        | Liberal Democratici                        | ELDR      | 1.266.549  | 11,86 | 10    |
|        | Partito per l'Indipendenza del Regno Unito | EDD       | 696.057    | 6,52  | 3     |
|        | Partito Verde di Inghilterra e Galles      | Verdi/ALE | 625.378    | 5,86  | 2     |
|        | Partito Nazionale Scozzese                 | Verdi/ALE | 268.528    | 2,51  | 2     |
|        | Partito Unionista Democratico              | NI        | 192.762    | 1,80  | 1     |
|        | Partito Socialdemocratico e Laburista      | PSE       | 190.731    | 1,79  | 1     |
|        | Plaid Cymru                                | Verdi/ALE | 185.235    | 1,73  | 2     |
|        | Conservatori per l'Euro                    | -         | 138.097    | 1,29  | -     |
|        | Partito Unionista dell'Ulster              | PPE-DE    | 119.507    | 1,12  | 1     |
|        | Sinn Féin                                  | -         | 117.643    | 1,10  | -     |
|        | Partito Nazionale Britannico               | -         | 102.644    | 0,96  | -     |
|        | Altri                                      | -         | 395.910    | 3,71  | -     |
| Totale | Totale                                     | Totale    | 10.681.080 |       | 87    |